# Señorío de Argos y Nauplia
Durante la Alta Edad Media, las dos ciudades de Argos (en griego: Άργος, francés: Argues) y Nauplia (en griego: Ἀνάπλι, francés: Naples de Romanie)  formaron un independiente señorío franco dentro del Principado de Acaya en el sur de Grecia.
Las ciudades fueron concedidas como feudos, después de su conquista en 1211-1212, a Otón de la Roche, duque de Atenas, por Godofredo I de Villehardouin, príncipe de Acaya. El señorío permaneció en poder de los duques de Atenas de las familias de la Roche y Brienne incluso después de su expulsión de Atenas en 1311, y los duques continuaron siendo reconocidos allí. Gualterio VI de Brienne fue en gran parte un señor ausente, pasando la mayor parte de su vida en sus dominios europeos, y el señorío fue heredado por su hermana Isabel de Brienne a su muerte en 1356. Cuando ella dividió su herencia, su sexto hijo, Guido de Enghien recibió el señorío y se instaló allí. Guido lo pasó a su hija María de Enghien cuando murió en 1376. En 1377, María se casó con Pedro Cornaro, quien también residió allí hasta su muerte en 1388. Poco antes de su muerte, María vendió las dos ciudades a Venecia y se retiró de allí, pero Argos fue capturada por el déspota Teodoro I Paleólogo, y Nauplia por su aliado, Nerio I Acciaioli. Nauplia fue pronto absorbida por Venecia, pero Argos quedó en manos bizantinas hasta 1394.